# Abyssoberyx
Abyssoberyx is een monotypisch geslacht van straalvinnige vissen uit de familie van doornvissen (Stephanoberycidae).

## Soort
- Abyssoberyx levisquamosus Merrett & Moore, 2005